# Goniodiscus elaeospermus
Goniodiscus elaeospermus es la única especie del género monotípico Goniodiscus,  perteneciente a la familia de las celastráceas. Es  originaria de  Brasil donde se encuentra en la Amazonia.

## Taxonomía
Goniodiscus elaeospermus fue descrita por João Geraldo Kuhlmann y publicado en Archivos do Jardim Botânico do Rio de Janeiro 6: 109. 1933.